# 徐方恒
徐方恒（1921年—），女，安徽庐江人，中华人民共和国政治人物，曾任中共江苏省委常委，江苏省革命委员会副主任，中共江苏省顾问委员会常委。